# Ensemble Studios
Ensemble Studios foi uma desenvolvedora de jogos eletrônicos americana. Foi fundada por Tony Goodman em 1994 e incorporada no ano seguinte. Ela pegou emprestado o nome da Ensemble Corporation, uma empresa de consultoria fundada por Goodman em 1990. Foi adquirida pela Microsoft em 2001 e operou como um estúdio interno até 2009, quando suas capacidades de desenvolvimento foram oficialmente dissolvidas. A Ensemble desenvolveu muitos jogos de estratégia em tempo real, incluindo a série de jogos Age of Empires, Age of Mythology e Halo Wars. Além do desenvolvimento de jogos, a Ensemble Studios também fez o motor Genie Engine usado em Age of Empires, Age of Empires II: The Age of Kings e Star Wars: Galactic Battlegrounds. O estúdio vendeu 20 milhões de jogos e valia cerca de US$ 500 milhões.

## Jogos
A Ensemble Studios desenvolveu a série de jogos Age of Empires de estratégia em tempo real, incluindo Age of Empires, Age of Empires II: The Age of Kings e Age of Empires III. Eles também lançaram Age of Mythology, um spin-off da série original. Pacotes de expansão também foram lançados para todos os seus jogos, incluindo dois para Age of Empires III. Seu último lançamento foi o jogo de estratégia em tempo real Halo Wars para Xbox 360.
| Data de Lançamento | Título                                            | Gênero                           |
| ------------------ | ------------------------------------------------- | -------------------------------- |
| 1997               | Age of Empires                                    | estratégia em tempo real         |
| 1998               | Age of Empires: The Rise of Rome                  | pacote de expansão               |
| 1999               | Age of Empires II: The Age of Kings               | estratégia em tempo real         |
| 2000               | Age of Empires II: The Conquerors                 | pacote de expansão               |
| 2001               | Star Wars: Galactic Battlegrounds                 | estratégia em tempo real         |
| 2002               | Star Wars Galactic Battlegrounds: Clone Campaigns | pacote de expansão               |
| 2002               | Age of Mythology                                  | estratégia em tempo real         |
| 2003               | Age of Mythology: The Titans                      | pacote de expansão               |
| 2005               | Age of Empires III                                | estratégia em tempo real         |
| 2006               | Age of Empires III: The WarChiefs                 | pacote de expansão               |
| 2007               | Age of Empires III: The Asian Dynasties           | pacote de expansão               |
| 2009               | Halo Wars                                         | estratégia em tempo real         |
| Cancelado          | Titan (MMO de Halo)                               | jogo online multijogador massivo |
| Cancelado          | Sorcerer                                          | RPG de fantasia e aventura       |
| Cancelado          | Nova                                              |                                  |
| Cancelado          | Wrench                                            | jogo de plataforma               |
| Cancelado          | Bam                                               |                                  |
| Cancelado          | Agent                                             |                                  |

## Fechamento e legado
Em 1998, Rick Goodman deixou a Ensemble Studios e começou um novo estúdio independente, Stainless Steel Studios.
Em 2000, Brian Sullivan deixou a Ensemble Studios e começou um novo estúdio independente, Iron Lore Entertainment, para desenvolver o RPG de ação Titan Quest.
Em 2001, a Microsoft adquiriu a Ensemble Studios. A Ensemble permaneceu em seu local original um escritório em um arranha-céu em Dallas, Texas, até abril de 2008, quando a Microsoft os transferiu para o Shops at Legacy em Plano, o mesmo local que a Gearbox Software. Seu escritório tinha 50 000 ft² (4 600 m²) e foi projetado para abrigar 120 funcionários.
Em 2008, a Ensemble anunciou que fecharia após o lançamento de Halo Wars em 2009. De acordo com vários relatórios independentes, todo o pessoal não essencial foi demitido e o pessoal restante recebeu incentivos para permanecer até a conclusão do projeto. A Microsoft emitiu um comunicado interno em 10 de setembro de 2008, que vazou para o público.
A empresa foi fechada em 29 de janeiro de 2009. Também foi informado que há pelo menos dois novos estúdios sendo formados por funcionários dela.
Em fevereiro de 2009, o ex-chefe da Ensemble Studios, Tony Goodman, iniciou um novo estúdio independente, Robot Entertainment, e vários dos funcionários existentes receberam uma oferta de um cargo nesta empresa.
Após o anúncio da Robot Entertainment, o ex-produtor da Ensemble Studios David Rippy começou um novo estúdio independente, Bonfire Studios, composto inteiramente por ex-membros da equipe da Ensemble. A Bonfire foi posteriormente renomeada para Zynga Dallas por meio de sua aquisição pela Zynga e lançou apenas um jogo como uma empresa independente.
Em 2008, um terceiro estúdio chamado Newtoy, Inc. foi criada por vários desenvolvedores da Ensemble, que lançou Chess With Friends para o iPhone em novembro de 2008, e Words With Friends em agosto de 2009. A Newtoy também foi adquirida pela Zynga e renomeada como Zynga With Friends, um apelido da bem-sucedida série 'with friends' da Newtoy. A Newtoy lançou dois jogos enquanto eram independentes.
Em março de 2009, um quarto estúdio, Windstorm Studios, foi fundado pelo ex-funcionário Dusty Monk como uma empresa de um homem só. Dusty Monk mais tarde fechou este estúdio em 21 de março de 2012 e se juntou à Robot Entertainment com seus ex-colegas de trabalho.
Em junho de 2013, um quinto estúdio surgiu, Boss Fight Entertainment, fundado por funcionários anteriores da Ensemble Studios e Zynga Dallas. A Boss Fight Entertainment está localizada em McKinney, Texas, e está desenvolvendo jogos para plataformas móveis.